# Zinoro
Zinoro es una marca de automóviles de lujo propiedad de BMW Brilliance que se especializa en vehículos eléctricos. Fue lanzado en 2013.

## Products

### Zinoro 1E
Zinoro 1E (之诺1E) es totalmente eléctrico crossover, basado en el BMW X1 (E84), fue el primer producto de BMW Brilliance nueva marca y el primer vehículo de nueva energía (NEV) de un fabricante premium chino. Fue presentado en el Salón del Automóvil de Guangzhou de 2013.
El Zinoro 1E tenía un motor eléctrico de 125 kW montado en la parte trasera y producía un par máximo de 250 N·m (184 lb-ft). El motor funciona con una batería de fosfato de hierro y litio que puede ofrecer una autonomía totalmente eléctrica de hasta 150 km (93,2 mi). La carga de la batería tarda unas 7,5 horas con una caja de pared de 16 A. La velocidad máxima está limitada electrónicamente a 130 km/h (80,8 mph).
Después de principios de 2014, el Zinoro 1E estuvo disponible para arrendamiento solo en Beijing y Shanghai, y la compañía planeó[actualizar] abrir otra sala de exposición en Shenyang . El arrendamiento comienza en 400 RMB por día (~US$65) o 7,400 RMB por mes (~US$1,200). Se planificó que el contrato anual incluyera el cargador de la caja de pared, la placa de matrícula del automóvil, el seguro, el mantenimiento y las reparaciones . The Zinoro 1E is eligible for a NEV plate in Beijing, which had a registration quota of 20,000 new energy vehicles for 2014.[actualizar] En Shanghai se subastan matrículas por poco menos de 10.000 euros a 2014 de 09. A 2014, Los coches eléctricos recibieron su matrícula de forma gratuita.

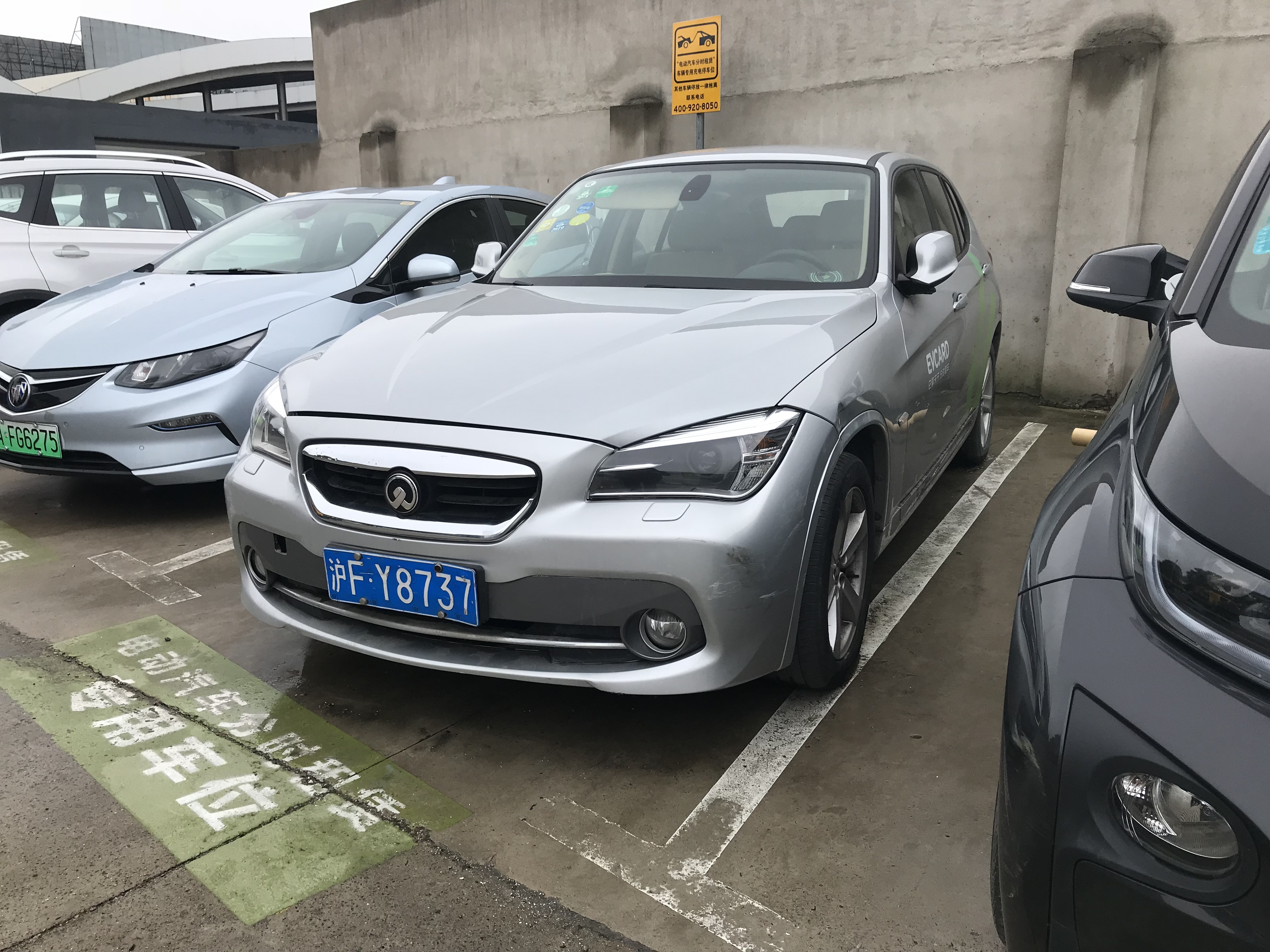
Zinoro 1E front
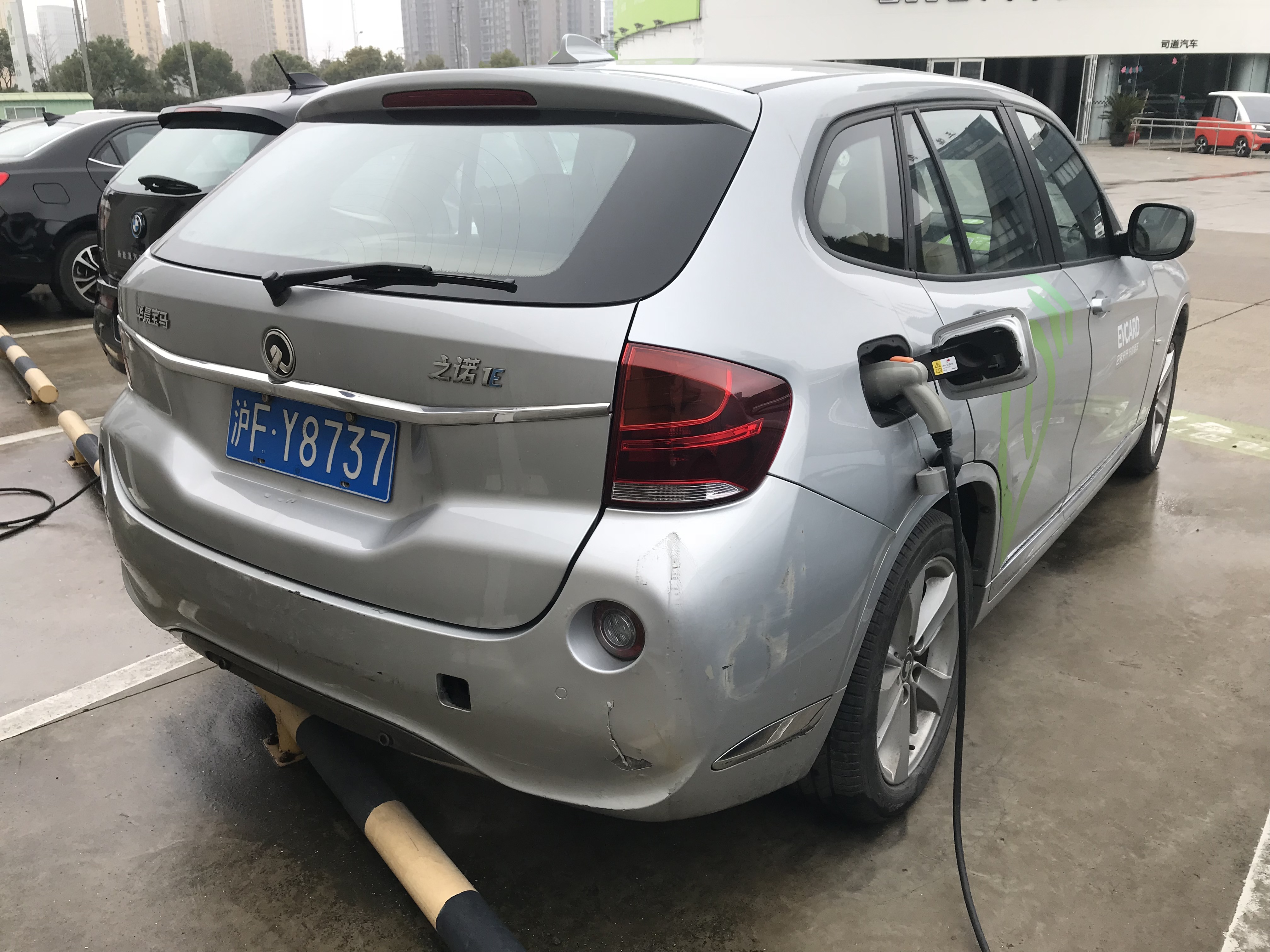
Zinoro 1E rear
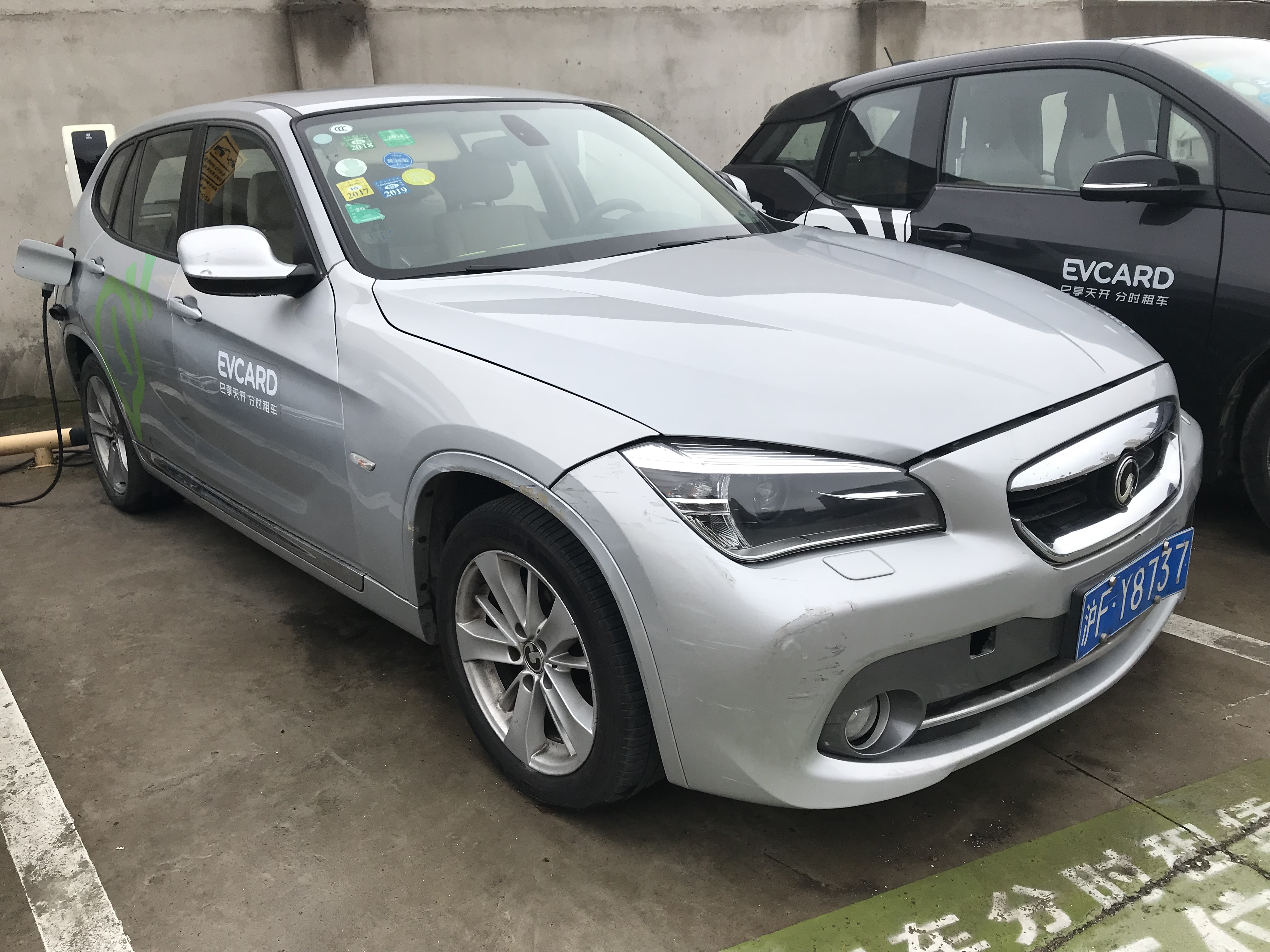
Zinoro 1E charging

### Zinoro 60H
Zinoro 60H (之诺60H) es un vehículo eléctrico híbrido enchufable basado en el BMW X1 de segunda generación con distancia entre ejes larga y presentado como vista previa en el Zinoro Concept Next, lanzado en 2016.[actualizar]

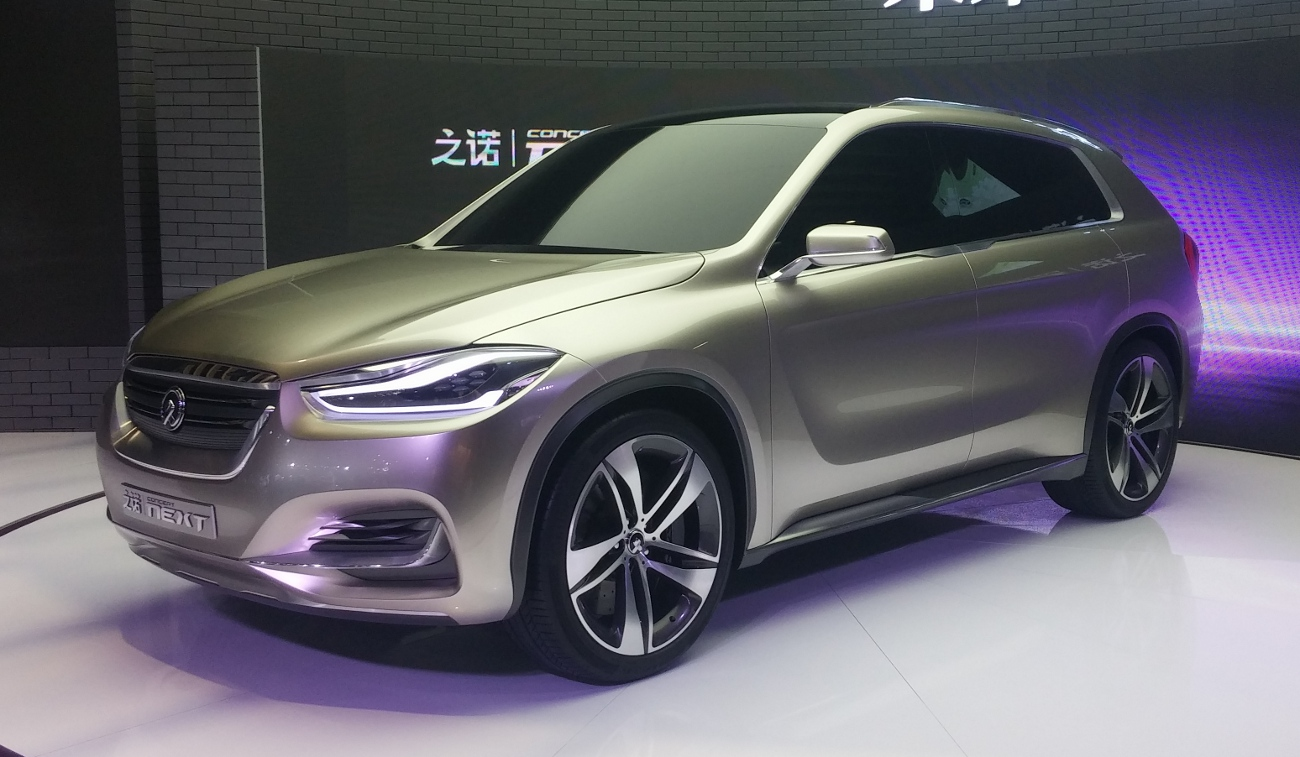
Zinoro Concept Next frente
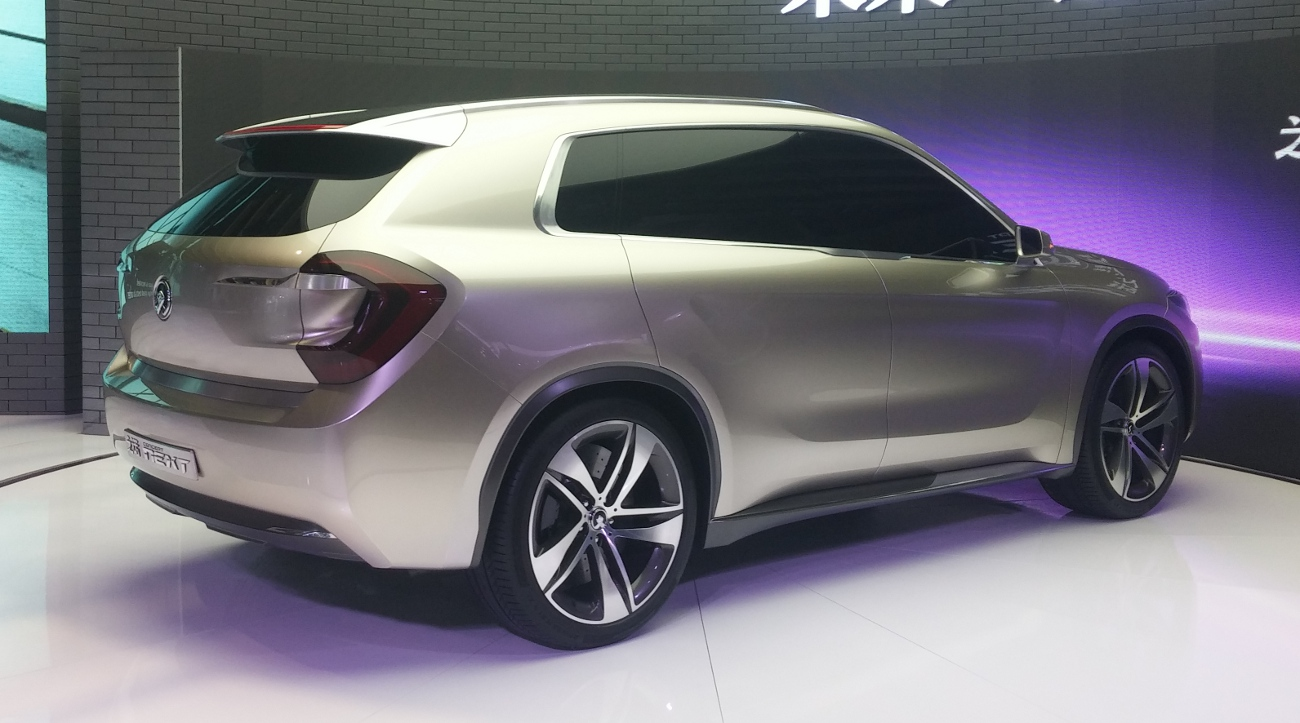
Zinoro Concept Next trasero
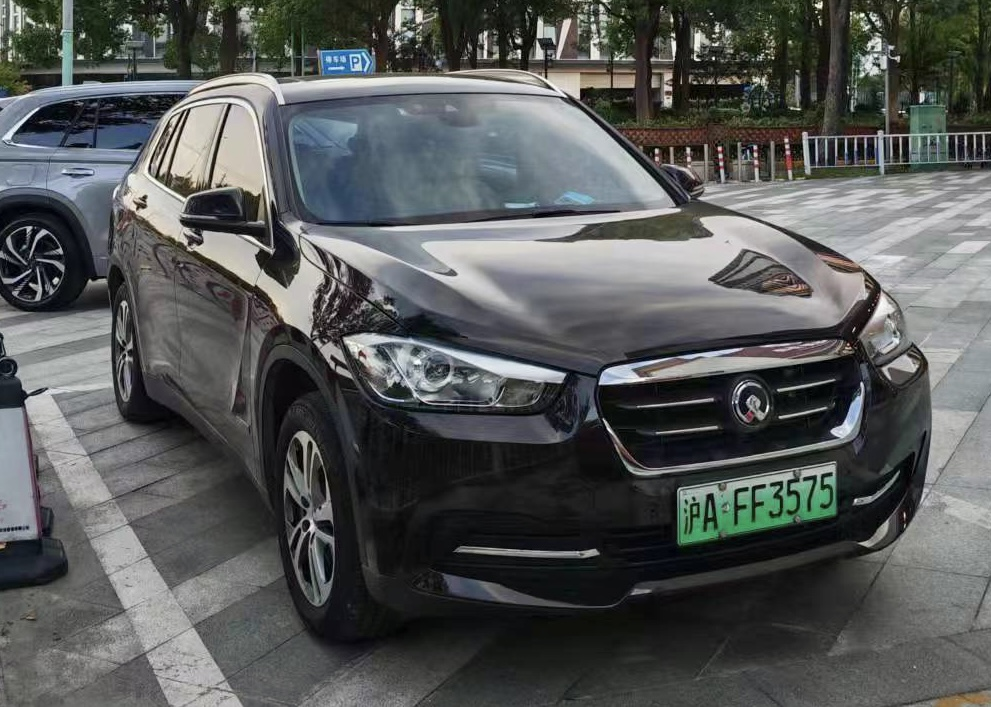
Zinoro 60H
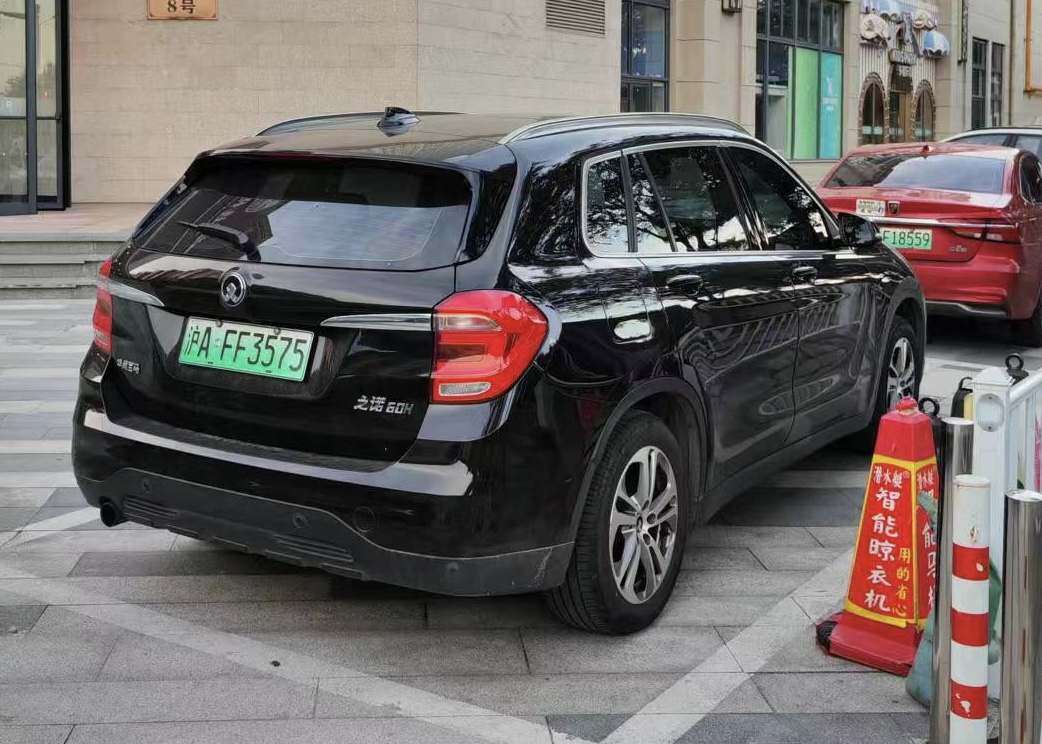
Zinoro 60H (vista lateral)

## enlaces externos
- Wikimedia Commons alberga una categoría multimedia sobre Zinoro.
- ZINORO pages: Chino, Inglés Archivado el 26 de abril de 2016 en Wayback Machine.

- Datos: Q16041304
- Multimedia: Zinoro vehicles / Q16041304